# 馬寧 (清朝)
馬寧（？—1680年），遼東都指揮使司（今遼寧省遼陽市）人，清朝军事将领。

## 生平
明朝时期为參將。顺治二年，任鳳翔中協副將。顺治六年，任都督同知。顺治九年，改四川右路總兵。顺治十六年，任右都督。顺治十七年，援剿雲南前鎮總兵。康熙元年，任左都督。康熙十一年，任湖廣提督。康熙十二年，改山東提督。康熙十三年，加太子太保。